# Meistriliiga (2024)
Meistriliiga 2024 (znana jako A. Le Coq Premium liiga ze względów sponsorskich) była 34. edycją najwyższej klasy rozgrywkowej piłki nożnej w Estonii.
Brało w niej udział 10 drużyn, które w okresie od 1 marca do 9 listopada 2024 rozegrały 36 kolejek meczów. Obrońcą tytułu była Flora Tallinn. Mistrzostwo po raz jedenasty w historii zdobyła drużyna FCI Levadia.

## Uczestniczące drużyny
| Uczestnicy poprzedniej edycji | Uczestnicy poprzedniej edycji | Uczestnicy poprzedniej edycji | Uczestnicy poprzedniej edycji |
| --- | ----------------------------- | ----------------------------- | ----------------------------- |
| FLO | Flora Tallinn                 | Tallinn                       | 1                             |
| LEV | FCI Levadia Tallinn           | Tallinn                       | 2                             |
| KAL | Kalev Tallinn                 | Tallinn                       | 3                             |
| PAI | Paide Linnameeskond           | Paide                         | 4                             |
| NÕM | Nõmme Kalju                   | Tallinn                       | 5                             |
| VPR | FC Pärnu Vaprus               | Parnawa                       | 6                             |
| KUR | FC Kuressaare                 | Kuressaare                    | 7                             |
| NVA | JK Narva Trans                | Narwa                         | 8                             |
| po barażach |                               |                               |                               |
| TMT | Tartu JK Tammeka              | Tartu                         | 9                             |
| Awans z Esiliigi |                               |                               |                               |
| NÕU | Nõmme United                  | Nõmme                         | 1                             |
| Oznaczenia: - kolumna pierwsza – skróty nazw drużyn, - kolumna trzecia – siedziba klubu, - kolumna czwarta – miejsce zajęte w poprzednim sezonie. |                               |                               |                               |

## Tabela
| Lp. | Drużyna              | M  | Z  | R  | P  | B+ | B– | +/– | Pkt | Kwalifikacja lub spadek                        |
| --- | -------------------- | -- | -- | -- | -- | -- | -- | --- | --- | ---------------------------------------------- |
| 1   | FCI Levadia (M)      | 36 | 27 | 6  | 3  | 82 | 19 | +63 | 87  | Liga Mistrzów UEFA • I runda kwalifikacyjna    |
| 2   | Nõmme Kalju (P)      | 36 | 21 | 9  | 6  | 79 | 44 | +35 | 72  | Liga Konferencji UEFA • I runda kwalifikacyjna |
| 3   | Paide Linnameeskond  | 36 | 23 | 3  | 10 | 74 | 39 | +35 | 72  | Liga Konferencji UEFA • I runda kwalifikacyjna |
| 4   | Flora Tallinn        | 36 | 21 | 7  | 8  | 69 | 43 | +26 | 70  | Liga Konferencji UEFA • I runda kwalifikacyjna |
| 5   | Narva Trans          | 36 | 10 | 12 | 14 | 48 | 63 | −15 | 42  |                                                |
| 6   | Tartu Tammeka        | 36 | 11 | 9  | 16 | 47 | 54 | −7  | 42  |                                                |
| 7   | Pärnu Vaprus         | 36 | 9  | 8  | 19 | 35 | 57 | −22 | 35  |                                                |
| 8   | Kuressaare           | 36 | 8  | 10 | 18 | 46 | 67 | −21 | 34  |                                                |
| 9   | Kalev Tallinn (B, O) | 36 | 8  | 7  | 21 | 37 | 74 | −37 | 31  | baraż o Meistriliiga                           |
| 10  | Nõmme United (S)     | 36 | 2  | 9  | 25 | 22 | 79 | −57 | 15  | spadek do Esiliiga                             |

1. 1 2  Mecze bezpośrednie, liczba punktów: Nõmme Kalju 7, Paide Linnameeskond 4
2. 1 2  Mecze bezpośrednie, liczba punktów: Tammeka 9, Narva Trans 3

## Wyniki
| Gospodarz \ Gość    | LEV | FLO | KUR | NAR | NÕK | NÕU | PLM | TAK | TAM | VAP | LEV | FLO | KUR | NAR | NÕK | NÕU | PLM | TAK | TAM | VAP |
| ------------------- | --- | --- | --- | --- | --- | --- | --- | --- | --- | --- | --- | --- | --- | --- | --- | --- | --- | --- | --- | --- |
| FCI Levadia         |     | 1–0 | 2–0 | 6–0 | 0–0 | 2–0 | 2–0 | 2–2 | 2–1 | 1–1 |     | 4–2 | 0–0 | 0–0 | 3–0 | 1–1 | 1–0 | 4–0 | 3–1 | 3–1 |
| Flora Tallinn       | 1–0 |     | 1–0 | 4–3 | 2–2 | 2–0 | 2–0 | 2–2 | 3–1 | 0–1 | 2–1 |     | 3–0 | 3–1 | 3–2 | 1–0 | 1–3 | 5–1 | 2–1 | 3–0 |
| Kuressaare          | 0–6 | 2–2 |     | 5–0 | 0–6 | 1–1 | 0–2 | 3–0 | 0–0 | 2–2 | 0–1 | 3–4 |     | 0–1 | 1–2 | 4–1 | 0–2 | 2–1 | 0–0 | 1–1 |
| Narva Trans         | 1–2 | 1–3 | 0–1 |     | 4–1 | 2–0 | 1–1 | 2–2 | 0–5 | 0–0 | 0–2 | 1–1 | 0–2 |     | 2–2 | 2–1 | 0–3 | 2–2 | 0–1 | 1–1 |
| Nõmme Kalju         | 1–5 | 0–0 | 3–0 | 3–0 |     | 1–1 | 2–1 | 2–0 | 4–2 | 4–2 | 0–4 | 3–0 | 5–1 | 2–2 |     | 3–0 | 2–4 | 3–1 | 3–0 | 2–1 |
| Nõmme United        | 0–6 | 1–1 | 1–1 | 1–3 | 0–0 |     | 0–1 | 0–2 | 2–1 | 2–1 | 0–1 | 0–4 | 2–2 | 0–4 | 0–4 |     | 0–4 | 1–1 | 1–2 | 0–2 |
| Paide Linnameeskond | 0–1 | 2–1 | 3–1 | 2–2 | 0–2 | 3–1 |     | 2–0 | 0–1 | 0–1 | 3–0 | 2–1 | 4–3 | 2–3 | 1–1 | 7–2 |     | 3–1 | 2–0 | 1–0 |
| Kalev Tallinn       | 0–2 | 2–3 | 2–2 | 1–0 | 0–2 | 2–0 | 2–5 |     | 1–1 | 3–1 | 1–2 | 0–3 | 0–3 | 0–1 | 0–2 | 1–0 | 3–2 |     | 1–2 | 1–0 |
| Tartu Tammeka       | 0–3 | 0–0 | 1–2 | 0–2 | 1–1 | 2–1 | 1–2 | 4–0 |     | 1–0 | 0–3 | 2–0 | 2–1 | 3–3 | 2–3 | 1–1 | 1–3 | 4–1 |     | 0–1 |
| Pärnu Vaprus        | 0–2 | 1–3 | 3–2 | 1–4 | 1–2 | 2–1 | 0–3 | 0–1 | 1–1 |     | 1–4 | 0–1 | 3–1 | 0–0 | 0–4 | 2–0 | 0–1 | 2–0 | 2–2 |     |

## Baraż o Meistriliiga
Kalev Tallinn wygrał 2-1 dwumecz z Viimsi drugą drużyną Esiliiga o miejsce w Meistriliiga na sezon 2025.
| 24 listopada 2024 | Viimsi             | 1:1   | Kalev Tallinn    |                                                                |
| 11:30             | Lorougnon Gohi 58' | (0:1) | 1' Ramon Smirnov | Viimsi Stadium, Haabneeme Widzów: 505 Sędzia: Joonas Jaanovits |

| 30 listopada 2024 | Kalev Tallinn       | 1:0 (pd.)       | Viimsi |                                                            |
| 11:30             | Karl-Romet Nõmm 93' | (0:0, 0:0, 1:0) |        | Sportland Arena, Tallinn Widzów: 650 Sędzia: Kristo Tohver |

## Najlepsi strzelcy
| Bramki | Strzelcy             | Drużyna             |
| ------ | -------------------- | ------------------- |
| 28     | Alex Matthias Tamm   | Nõmme Kalju         |
| 17     | Sergei Zenjov        | Flora Tallinn       |
| 15     | Ahmed Adebayo Basher | Tartu Tammeka       |
| 15     | Mark Anders Lepik    | Flora Tallinn       |
| 15     | Robi Saarma          | Paide Linnameeskond |
| 14     | Promise David        | Nõmme Kalju         |
| 13     | Abdoulie Ceesay      | Paide Linnameeskond |
| 11     | Mihkel Ainsalu       | FCI Levadia         |
| 11     | Felipe Felicio       | FCI Levadia         |
| 11     | Pierre Landry Kabore | Narva Trans         |
| 11     | Sergo Kukhianidze    | Narva Trans         |
| 11     | Ats Purje            | Kalev Tallinn       |

Stan na 2024-11-09. Źródło: 

## Stadiony
| Flora Tallinn FCI Levadia |
| ------------------------- |
| A. Le Coq Arena           |
|                           |

| Kuressaare               |
| ------------------------ |
| Kuressaare linnastaadion |
|                          |

| Narva Trans               |
| ------------------------- |
| Narva Kreenholmi staadion |
|                           |

| Nõmme Kalju   |
| ------------- |
| Hiiu staadion |
|               |

| Nõmme United    |
| --------------- |
| Männiku Stadium |
|                 |

| Paide Linnameeskond           |
| ----------------------------- |
| Stadion Paide Ühisgümnaasiumi |
|                               |

| Kalev Tallinn    |
| ---------------- |
| Stadion Kadriorg |
|                  |

| Tartu Tammeka  |
| -------------- |
| Tamme staadion |
|                |

| Pärnu Vaprus        |
| ------------------- |
| Pärnu Rannastaadion |
|                     |